# Fakulteta za strojništvo in računalništvo v Mostarju
Fakulteta za strojništvo in računalništvo (izvirno bosansko Fakultet strojarstva i računarstva u Mostaru), s sedežem v Mostarju, je fakulteta, ki je članica Univerze v Mostarju.